# آسومان ازداغلر
آسومان ازداغلر (به انگلیسی: Asuman Özdağlar) (متولد ۱۹۷۴) یک استاد دانشگاه ترکیه ای است. از او با نام آسو نیز یاد می‌شود.
پدر او اسماعیل از ۱۹۸۳ تا ۱۹۸۵ وزیر دولت ترکیه بود. آسومان ازداغلر همسر دارون عجم‌اوغلو اقتصاددان است.
وی در دانشگاه فنی خاور میانه در آنکارا مهندسی برق خوانده و پس از دریافت لیسانس در سال ۱۹۹۶ به ام آی تی رفته و پی اچ دی خود را در سال ۲۰۰۳ دریافت کرده. او هم‌اکنون در همان‌جا استاد است. در سال ۲۰۱۷ او به ریاست دانشکده مهندسی برق و علوم کامپیوتر ام آی تی منصوب شد.